# Millie Small

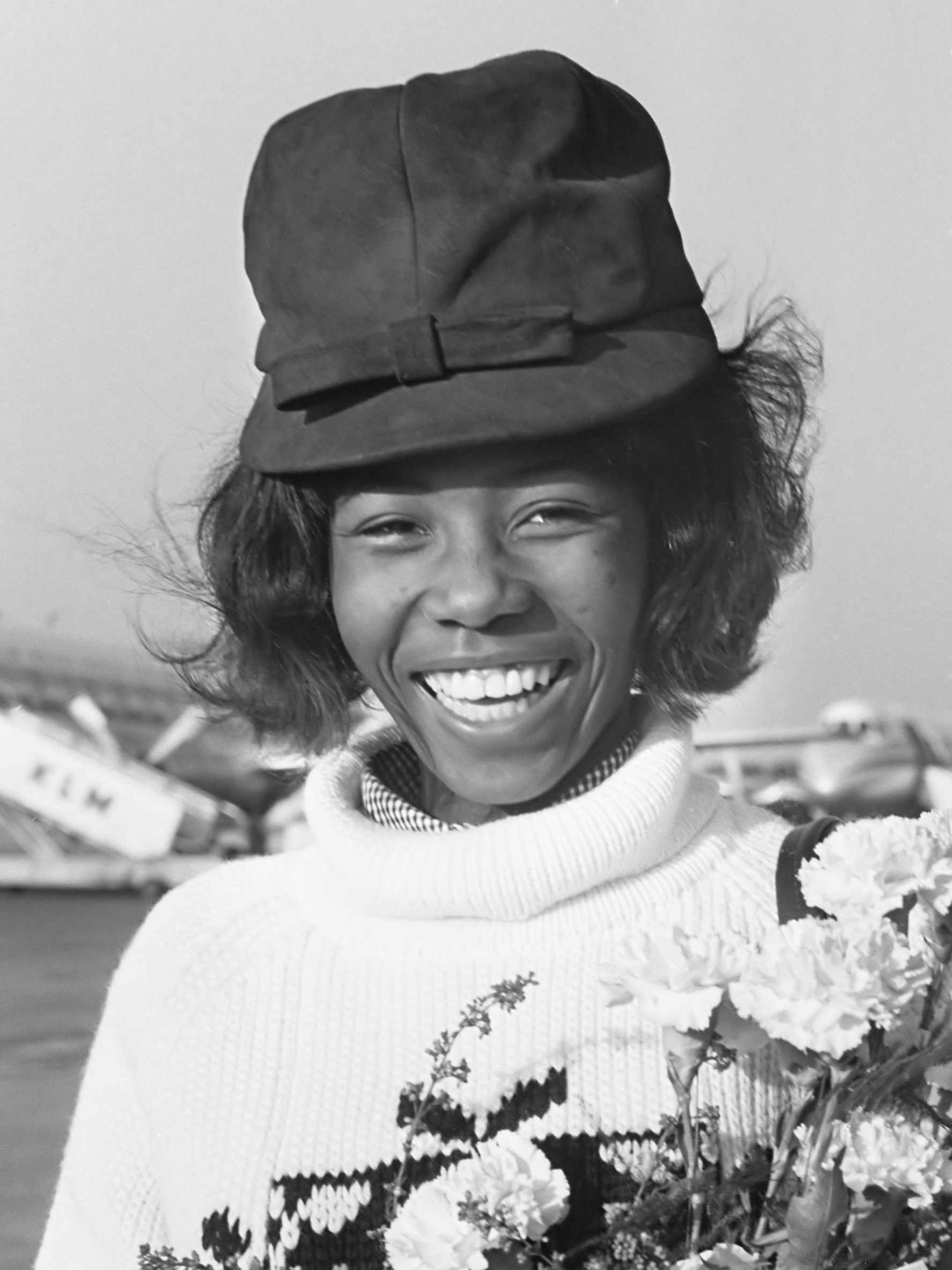
Millie Small (1964)

Millie Small (* 6. Oktober 1946 in Clarendon, Jamaika als Millicent Dolly May Small; † 5. Mai 2020 in London, England) war eine jamaikanische Pop- und Ska-Sängerin. Ihr größter Erfolg war der Song My Boy Lollipop, der 1964 in den deutschen Singlecharts Platz 5, in den britischen wie in den amerikanischen Charts Platz 2 erreichte.

## Werdegang
Millie, Tochter eines Aufsehers einer Zuckerrohrplantage, begann ihre Gesangskarriere schon als Teenager und hatte als Mitglied verschiedener Duos mit Namen wie Roy & Millie, Owen & Millie und Jackie & Millie einige Hits in der anglophonen Karibik.
1963 ging Millie nach London und nahm dort die Single Don’t You Know auf, die allerdings erfolglos blieb. Ihre zweite Veröffentlichung in Großbritannien war dann eine Coverversion des Songs My Boy Lollipop, der ursprünglich 1956 von Barbie Gaye eingespielt worden war. Arrangiert wurde die Aufnahme von Ernest Ranglin, und angeblich soll der junge Rod Stewart darauf die Mundharmonika gespielt haben. In Wirklichkeit soll es jedoch Jimmy Powell von den Rockin’ Berries gewesen sein. Millie Small erklärte wiederum 2016, dass Stewart das Lied mit ihr eingespielt habe. Die Single entwickelte sich nach ihrer Veröffentlichung im März 1964 beiderseits des Atlantiks zu einem großen Hit und hat sich bis heute insgesamt rund sieben Millionen Mal verkauft. My Boy Lollipop war der erste Hit des Labels Island Records (auch wenn er von Fontana Records in Lizenz genommen wurde) und der erste Hit des jamaikanischen blue beat in Europa überhaupt; dieses Genre ist der direkte Vorläufer des heutigen Reggae.
Mit ihren Nachfolgesingles konnte Millie Small nicht an den Erfolg von My Boy Lollipop anknüpfen. Ihre letzten Aufnahmen erfolgten im Jahr 1970. Sie zog sich anschließend zunehmend aus der Öffentlichkeit zurück und lebte zumindest zeitweise in ärmlichen Verhältnissen. 2016 gab sie dem US-amerikanischen Journalisten Tom Graves das erste längere Interview über ihre Karriere, nachdem sie zuvor ähnliche Anfragen meist abgelehnt hatte. Small starb im Mai 2020 im Alter von 73 Jahren nach einem Schlaganfall. Ihre Tochter Jaelee – die 1984 geboren wurde – lebt in London und ist eine vielseitige Sängerin.

## Diskografie
Singles
- 1962: Sugar Plum / Jezebel von Owen & Millie (Island)
- 1963: Don’t You Know / Until You’re Mine
- 1964: My Boy Lollipop
- 1964: Sweet William
- 1964: I Love the Way You Love / Bring It On Home to Me
- 1965: I like Mike / Karussell
- 1965: I’ve Fallen in Love with a Snowman / What Am I Living For
- 1965: See You Later, Alligator / Chilly Kisses
- 1965: My Street / It’s Too Late
- 1965: Bloodshot Eyes / Tongue Tied
- 1966: My Street / A Mixed Up Fickle Moody Self-Centred, Spoiled Kind of Boy
- 1966: Killer Joe / Carry Go Bring Come
- 1967: You Better Forget / I Am in Love
- 1967: Chicken Feed / Wings of a Dove
- 1968: When I Dance with You / Hey Mr. Love
- 1969: Readin’ Writin’ Arithmetic / I Want You Never to Stop
- 2004: Time Will Tell